# Monique Gabrielle
Monique Gabrielle, née Katherine Gonzalez le 30 juillet 1963 à Kansas City, est un mannequin et actrice américaine.

## Biographie

### Du Missouri àPenthouse…
Née dans le Missouri, Monique Gabrielle grandit à Denver dans le Colorado. Elle est lycéenne quand elle fait ses débuts de modèle. Elle participe alors à de nombreux concours de beauté et gagne à 17 ans le titre de « Miss American Legion ». En 1980, après avoir obtenu son diplôme d'études secondaires, elle s'installe à Los Angeles et travaille pour une agence de mannequins.
Elle pose pour des photos de charme et à 19 ans, elle est choisie pour être la Penthouse Pet of the Month du mois de décembre 1982. Elle pose aussi pour Playboy et on la retrouve en France dans les pages du magazine Newlook de mars 1985 et de Lui d'octobre 1986,

### De la série B àEmmanuelle…
Elle entame une carrière d'actrice dans des films de série B souvent fortement teintés d'érotisme. On la voit notamment dans La Vénus noire de Claude Mulot ou dans la comédie culte Le Palace en folie de Neal Israel où elle se met toute nue devant Tom Hanks. Elle accède à des rôles plus importants mais reste cantonnée au cinéma de genre.
En 1987, elle se caricature elle-même dans Cheeseburger film sandwich. Elle y joue la « Pethouse Plaything », une jeune femme qui accomplit tous les actes de la vie quotidienne entièrement nue, allant au musée comme à l'église dans le plus simple appareil.
Elle s'offre une visibilité internationale en remportant le casting pour tenir le rôle-titre dans Emmanuelle 5. Elle succède donc à Sylvia Kristel et Mia Nygren dans le film réalisé par Walerian Borowczyk qui sort en 1987.
Sa collaboration avec Jim Wynorski, qui l'emploie à sept reprises dans des films où s'entrecroisent horreur, sexe et humour, lui fait ensuite gagner le statut de « Scream Queen ». Dans la même veine, on la retrouve dans Evil Toons (ou Qui a peur du diable ?) de Fred Olen Ray qui mêle prises de vue réelles et images d'animation pour parodier les « films de maison hantée ».
Trop anxieuse lorsqu'elle passe des auditions pour des films « sérieux », déçue par les rôles qui lui sont offerts et par le traitement qui est réservé aux actrices dans les films de série B et handicapée par des problèmes de santé qui lui font prendre du poids, Monique Gabrielle change de voie pour gagner son indépendance.

### … à la production pornographique
Elle s'associe avec Julie Strain et d'autres consœurs pour fonder Sex Symbol Dynasty dans le but de diffuser leurs propres productions érotiques ou pornographiques dans un esprit de respect mutuel et de proximité avec le public.
Dans les années 1980, l'actrice a participé à deux films pornographiques, Up 'n Coming (1983) et Bad Girls IV (1986), n'apparaissant toutefois pas dans des scènes hardcore. Elle franchit finalement le pas du hard en 1997 en produisant des vidéos réalisées par son compagnon Tony Angove. Elle fait tourner Julie K. Smith et Lorissa McComas, elles aussi venues de la série B, ainsi que Stacy Moran et Alexa Rae. Elle passe devant la caméra pour des films comme Free For All ou Ravished. Elle produit ces vidéos avec sa société Monique's Purrfect Productions et les diffuse sur le site www.sexsymboldynasty.com jusqu'en 2003.

### Vie privée
Monique Gabrielle a épousé Tony Angove en 2003. Grande passionnée de chats, elle vit sous le soleil de Floride.

## Filmographie

### Cinéma
- 1982 : Let's Do It! de Bert I. Gordon : une joggeuse (non créditée)
- 1982 : Docteurs in love de Garry Marshall : (non créditée)
- 1982 : Les Croque-morts en folie de Ron Howard : Tessie
- 1982 : Y a-t-il enfin un pilote dans l'avion ? de Ken Finkleman : une écolière (non créditée)
- 1983 : La Vénus noire (Black Venus) de Claude Mulot : Ingrid
- 1983 : Up 'n Coming de Stu Segal : la deuxième fille du bateau (film X)
- 1983 : Flashdance d'Adrian Lyne : une strip-teaseuse (non créditée)
- 1983 : Les Anges du mal (Chained Heat) de Paul Nicholas : Debbie
- 1984 : Love Scenes de Bud Townsend : la partenaire de Rick
- 1984 : Over Exposed de James Jaeger : Angela Quail
- 1984 : E. Nick: A Legend in His Own Min de Robert Hegyes : Charmaine
- 1984 : Hard to Hold de Larry Peerce : l'épouse no 1
- 1984 : Le Palace en délire de Neal Israel : Tracey
- 1984 : Hotel Monplaisir de Harry Hurwitz : Liza
- 1984 : Hot Moves de Jim Sotos (en) : Babs
- 1985 : Screen Test de Sam Auster : Roxanne
- 1985 : Les amants de Lady Chatterley 2 d'Alan Roberts : Eunice
- 1986 : Bad Girls IV de David I. Frazer : Sandy (créditée comme Luana Chass, film X)
- 1986 : Weekend Warriors de Bert Convy : showgirl dans l'avion
- 1987 : Emmanuelle 5 de Walerian Borowczyk : Emmanuelle
- 1987 : Cheeseburger film sandwich, sketch Pethouse Video de Carl Gottlieb : Taryn Steele, la « Pethouse Plaything »
- 1987 : Deathstalker II de Jim Wynorski : Reena the Seer / Princesse Evie
- 1988 : Le Vampire de l'espace de Jim Wynorski : Agnès, la folle sur le banc
- 1989 : Silk 2 de Cirio H. Santiago : Jenny « Silk » Sleighton
- 1989 : La Créature du lagon : Le Retour de Jim Wynorski : Miss Poinsettia
- 1989 : Cleo/Leo de Chuck Vincent : (non créditée)
- 1989 : Transylvania Twist de Jim Wynorski : Patty
- 1990 : Hard to Die de Jim Wynorski : la fille de la cafeteria (créditée comme Lucy Burnett)
- 1991 : Uncaged de Lisa Hunt : la prostituée
- 1992 : Qui a peur du diable ? (Evil Toons)de Fred Olen Ray : Megan
- 1992 : 976-Evil II de Jim Wynorski : Lawlor
- 1992 : Munchie de Jim Wynorski : Miss Laurel
- 1992 : Body Chemistry II: Voice of a Stranger d'Adam Simon : la brune du flashback
- 1992 : Miracle Beach (en) de Skott Snider : Cindy Beatty
- 1993 : Fear of a Black Hat de Rusty Cundieff : la fille du vidéoclip (non créditée)
- 1993 : Angel Eyes de Gary Graver : Angel

### Télévision
- 1985 : Guilty, épisode de la série Rick Hunter : la patronne de la librairie
- 1987 : Not Just Another John Doe, épisode de la série Rick Hunter : la policière
- 1988 : Good Psychics Are Hard to Come By, épisode de la série Le monstre évadé de l'espace (Something Is Out There) : la jolie fille
- 1990 : A Killer Date, épisode de la série Duo d'enfer (Hardball)
- 1990 : 555-HELL, épisode de la série Dream On : Scuba (créditée comme Monique)
- 1996 : Problem Child 3: Junior in Love (Méchant garnement) de Greg Beeman : la femme blonde